# کدون پایان
در رمز ژنتیکی، کدون پایان یا کدون خاتمه یک سه‌تایی نوکلئوتیدی درون یک آران‌ای پیام‌رسان است که پایان فرایند ترجمه را اعلام می‌کند. پروتئین‌ها بر پایهٔ فیلوژنتیک توالی‌های منحصربه‌فردی از آمینو اسید‌ها هستند. بیشتر کدون‌ها در آران‌ای پیام‌رسان متناظرند با افزودن یک آمینو اسید به دنبالهٔ فیلوژنتیک در حال توسعه که در نهایت به یک پروتئین تبدیل می‌شوند. کدون‌های خاتمه، پایان این فرایند را با متصل کردن فاکتورهای آزادسازی اعلام می‌کنند که منجر به آزاد شدن زیرواحدهای ریبوزومی می‌شود.
در کد ژنتیکی استاندارد، کدون‌های خاتمهٔ متعددی وجود دارد:
- در آران‌ای:
  - (UAG ("amber"
  - (UAA ("ochre"
  - (UGA ("opal"
- در دی‌ان‌ای:
  - TAG ("کهربا")
  - TAA ("سرخ")
  - TGA ("عقیقی" یا "umber")
- اخیراً کدون UGA به عنوان کدون کدکنندهٔ سلنوسیستئین شناسایی شده‌است. این آمینواسید در ۲۵ سلنوپروتئین یافت شده‌است که در نواحی فعال پروتئین قرار دارد. رونویسی این کدون توسط تقریبی از SECIS element (SelenoCysteine Incorporation Sequence).[۲][۳] مقدور است.

کدون UGA می‌تواند به پیرولیزین ترجمه شود به همان طریقی که سلنوسیستئین را ترجمه کرد.
جهش‌های بی‌معنی تغییراتی در توالی دی‌ان‌ای هستند که باعث ایجاد یک کدون خاتمهٔ زودرس می‌شوند، که این منجر به تولید پروتئینی با طول غیرعادی کوتاه می‌شود. این امر معمولاً باعث از دست دادن کارایی پروتئین می‌شود زیرا بخش‌های حیاتی دنبالهٔ آمینواسید از این پس تولید نمی‌شوند.

## فهرست واژه‌های کهربا، سرخ و عقیقی
کدون‌های خاتمه بر اساس سابقهٔ تاریخی‌شان اسامی مختلفی گرفته‌اند زیرا هر یک متناظر شده‌اند با یک کلاس مجزا از موتان‌ها که همگی به یک شکل رفتار کرده‌اند. این موتان‌ها در ابتدا از باکتریوفاژها جداسازی شدند (فاژهای تی۴ و لامبدا). جهش‌های رخ داده در موتان‌ها باعث شد که قدرت عفونی آن‌ها ضعیف شود.
جهش‌های کهربایی
اولین مجموعه از جهش‌های بی‌معنی بودند که کشف شدند که توسط هریس برنستین، دانشجوی ارشد، جداسازی شده و برای حل بحث و اختلاف بین ریچارد آپستین و چارلز ستینبرگ به‌کار گرفته شد. به برنستین (این اسم در آلمانی به معنی کهربا است) این پیشنهاد داده شد که هر موتان کشف شده‌ای را می‌تواند با نام خودش نام‌گذاری کند.
ویروس‌های با جهش کهربایی از روی این ویژگی‌شان که فقط می‌توانند انواع خاصی از باکتری‌ها، موسوم به سرکوب شده توسط کهربا را آلوده کنند شناخته می‌شوند.
جهش خاک سرخیدومین کدون خاتمه‌ای بود که کشف شد. به آن اسم یک رنگ داده شد تا با اسم موتان‌های کهربایی مطابق باشد. ویروس‌های با موتان‌های سرخ دارای ویژگی‌های مشابهی با کهربایی هستند به این‌صورت که این قابلیت را دارند که عفونت‌ها را بازسازی کنند. مجموعه‌ای از سرکوب‌گرهای سرخ از سرکوب‌گرهای کهربایی متمایز شدند. در نتیجه، موتان‌های سرخ می‌توانند متناظر با سه‌تایی‌های نوکلئوتیدی متفاوتی باشند. سیدنی برِنِر با انجام یک سری آزمایش‌ها بر روی جهش‌ها و مقایسهٔ این موتان‌ها با یکدیگر و سایر کدون‌های آمینواسیدی شناخته شده به این نتیجه رسید که موتان‌های کهربایی و سرخ با سه‌تایی‌های نوکلئوتیدی  "UAG" و "UAA" متناظرند.
جهش‌های عقیقیسومین و آخرین کدون خاتمه نیز بلافاصله کشف شد و این کدون متناظر بود با سه‌تایی نوکلئوتیدی "UGA".

## خاتمه‌های پنهان
خاتمه‌های پنهان در حقیقت کدون‌های غیرخاتمه هستند که به دلیل تغییر قالب به اندازهٔ +۱ یا -۱، اشتباهاً به عنوان کدون خاتمه تلقی می‌شوند. خاتمه‌های پنهان باعث پایان زودرس فرایند ترجمه می‌شوند. اگر تغییر قالب مربوط، قبل از خاتمه‌های پنهان رخ دهد. بر اساس «فرضیهٔ کمینگاه» ارائه شده توسط پژوهشگران دانشگاه ایالتی لوئیزیانا خاتمه‌های پنهان کدون‌هایی هستند که در جریان تکامل برگزیده می‌شوند. کدون‌هایی که می‌توانند تشکیل خاتمه‌های پنهان دهند نسبت به کدون‌های معنی‌دار بسیار بیشتر در ژنوم استفاده شده‌اند. در یک جاندار، آران‌ای ریبوزومی ناپایدار با خاتمه‌های پنهان با فراوانی بیشتر در ارتباط است.